# أنطوني سويل
أنطوني إدوارد سويل (بالإنجليزية: Anthony Edward Sowell) (من مواليد 19 أغسطس 1959) هو قاتل متسلسل أمريكي اشتهر باسم «سفاح أوهايو» أدينه بتهم تتعلق بالخطف والاعتداء والقتل والتمثيل بجثث 11 امرأة في كليفلاند بين عامي 2007 و2009. كما اعترف بأنه مذنب لمحاولة اغتصاب في عام 1989 وخدم 15 سنة قبل الإفراج عنه في عام 2005.

## التعرف على جثث
تم التعرف على جثث بفضل اختبارات الحمض النووي.
| الاسم                                          | تاريخ الوفاة | العمر |
| ---------------------------------------------- | ------------ | ----- |
| كريستل دوزير (بالإنجليزية: Crystal Dozier)     | مايو 2007    | 38    |
| تيشانا كلفر (بالإنجليزية: Tishana Culver)      | يونيو 2008   | 31    |
| ليشيندا لونج (بالإنجليزية: Leshanda Long)      | أغسطس 2008   | 25    |
| ميشيل ميسون (بالإنجليزية: Michelle Mason)      | أكتوبر 2008  | 45    |
| تونيا كارمايكل (بالإنجليزية: Tonia Carmichael) | ديسمبر 2008  | 53    |
| نانسي كوبس (بالإنجليزية: Nancy Cobbs)          | أبريل 2009   | 43    |
| اميلدا هنتر (بالإنجليزية: Amelda Hunter)       | أبريل 2009   | 47    |
| تاليشيا فورتسون (بالإنجليزية: Telacia Fortson) | يونيو 2009   | 31    |
| جانيس ويب (بالإنجليزية: Janice Webb)           | يونيو 2009   | 49    |
| كيم إيفيت سميث (بالإنجليزية: Kim Yvette Smith) | يوليو 2009   | 44    |
| دايان تيرنر (بالإنجليزية: Diane Turner)        | سبتمبر 2009  | 38    |

## وصلات خارجية
- «سفاح أوهايو» قتل 11 امرأة بدافع الجنس[وصلة مكسورة]
- ثبوت 84 تهمة بينها القتل على عنصر سابق في المارينز[وصلة مكسورة]